# 阿塞拜疆武装力量
阿塞拜疆武装力量于1991年10月9日根据阿塞拜疆武装力量法重建。1918年6月26日，阿塞拜疆民主共和国建立了属于自己的武装力量，但是由于阿塞拜疆被纳入新成立的阿塞拜疆苏维埃社会主义共和国，1920年8月该武装力量被解散。阿塞拜疆武装力量由阿塞拜疆陆军、阿塞拜疆空军和阿塞拜疆海军组成，其他关联部队还有阿塞拜疆国民警卫队、阿塞拜疆内务部队及边防部队。根据阿塞拜疆媒体，2009年，阿塞拜疆国防开支为24.6亿美元，而根据斯德哥尔摩国际和平研究所当年国防开支为14.73亿美元。现役军人66950人，预备役300000人，18至49岁可服役人口为3000000人。

## 装备
阿塞拜疆采购了土耳其拜拉克塔尔-TB2无人机和以色列航太工业的哈洛普自杀式无人机投入了2020年纳戈尔诺-卡拉巴赫战争，取得了非常理想的战果。